# Бундорф
Бундорф (нім. Bundorf) — громада в Німеччині, розташована в землі Баварія. Підпорядковується адміністративному округу Нижня Франконія. Входить до складу району Гасберге. Складова частина об'єднання громад Гофгайм-ін-Унтерфранкен.
Площа — 40,24 км2. Населення становить 877 ос. (станом на 31 грудня 2020).

## Галерея

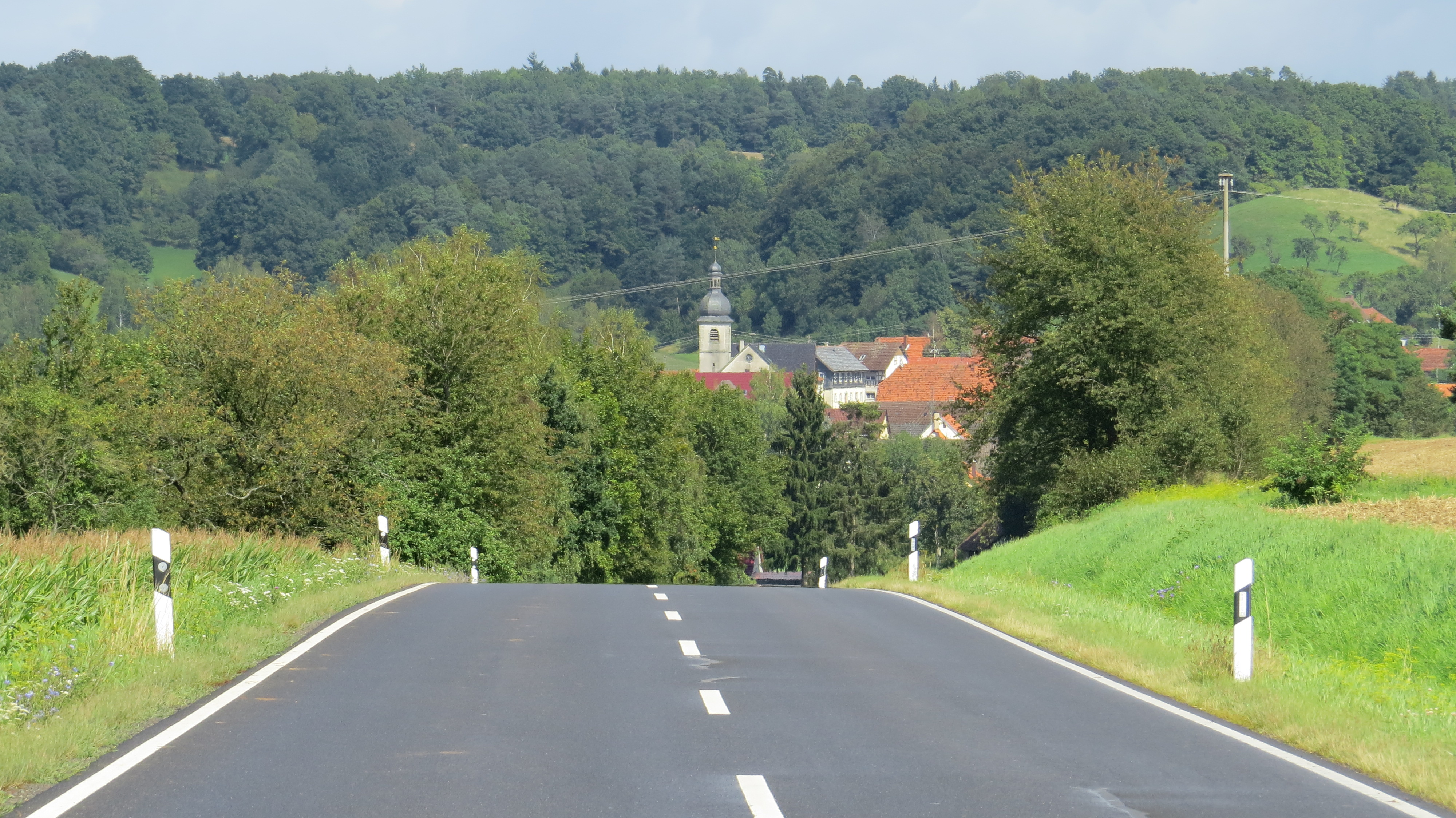
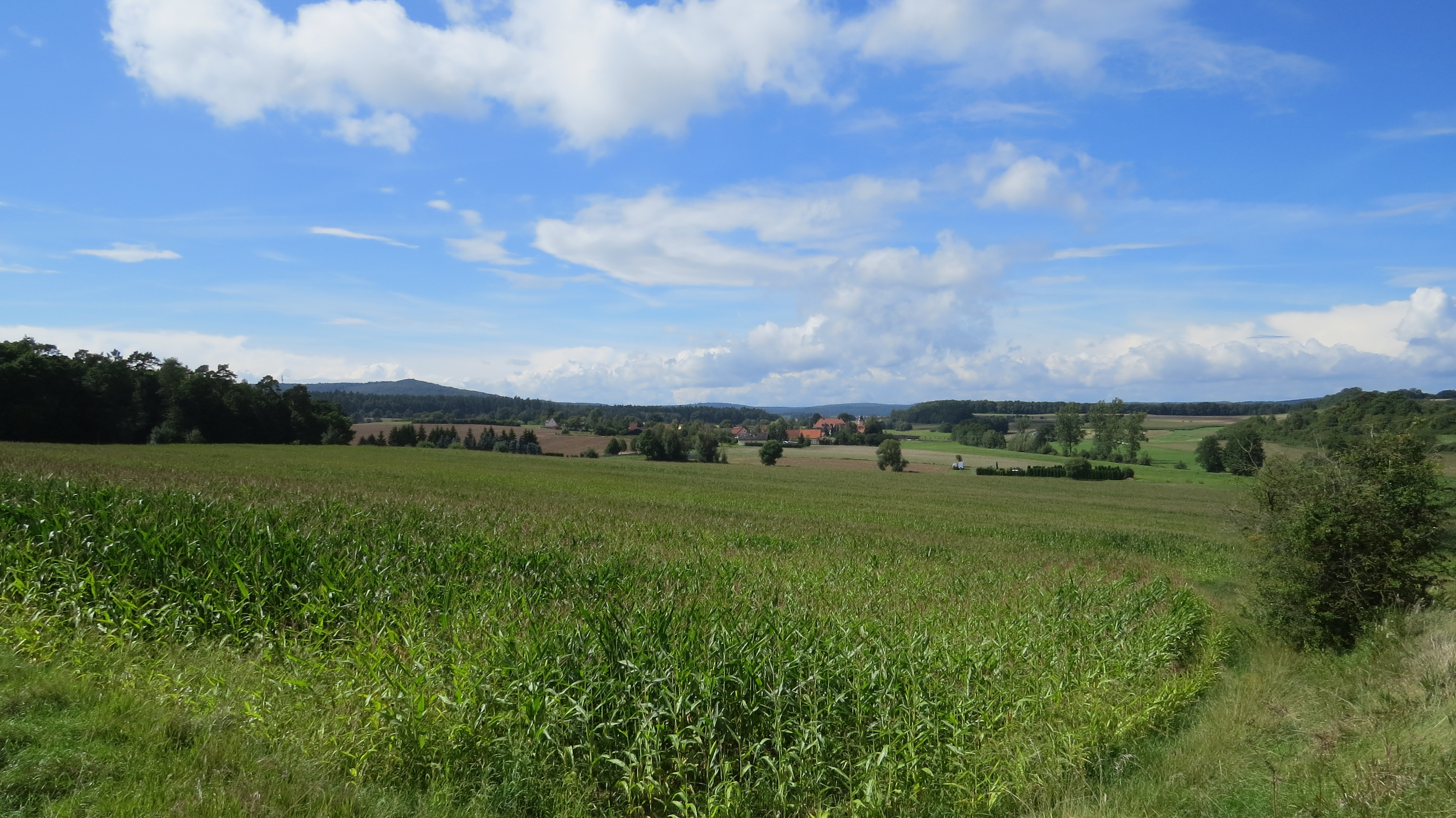